# Сан-Роки-ду-Фаял
Сан-Ро́ки-ду-Фая́л (порт. São Roque do Faial) — район (фрегезия) в Португалии, входит в округ Мадейра. Расположен на острове Мадейра. Является составной частью муниципалитета Сантана. Население составляет 927 человек на 2001 год. Занимает площадь 15,90 км².
Покровителем района считается Сан-Роке (порт. São Roque).